# Mahir Çayan
Mahir Çayan (* 15. März 1946 in Samsun; † 30. März 1972 in Kızıldere in der Provinz Tokat) war ein türkischer  Mitgründer der marxistisch-leninistischen Untergrundorganisation Volksbefreiungspartei-Front der Türkei (THKP-C). Çayan beteiligte sich an Banküberfällen, Geiselnahmen und war der Mörder des israelischen Generalkonsuls Ephraim Elrom.

## Leben
Mahir Çayan wurde in Samsun geboren, Mittelschule und Gymnasium besuchte er in Istanbul. Er studierte erst Rechtswissenschaft und ein Jahr später Politikwissenschaft an der Universität Istanbul. Çayan schloss sich zunächst der Arbeiterpartei der Türkei (TİP) und später der Dev-Genç an. Zusammen mit Hüseyin Cevahir, Ulaş Bardakçı und anderen gründete Mahir Çayan 1971 die Türkische Volksbefreiungspartei-Front (THKP-C). Er nahm an zwei Banküberfällen teil. Bei den Vorbereitungen des Überfalles der Ziraat Bankası im Februar 1971 raubten sie das Fahrzeug, das der 23-jährige Chauffeur Mesut Erdinç fuhr, um es als Fluchtfahrzeug verwenden zu können. Sie entführten und fesselten ihn und steckten ihm einen Knebel in den Mund. So ließen sie ihn im Unterschlupf zurück. Sie vergaßen ihn und Erdinç erstickte. Einen Monat später, im Februar 1971, nahm Çayan an dem Überfall der Türk Ticaret Bankası in Erenköy teil. Çayan nahm ferner an den Entführungen von Mete Has und später von Talip Aksoy teil, die gegen Lösegeld freigelassen wurden. Bei der Geiselnahme von Elrom, der unter seinem ursprünglichen Namen Hofstaedter an der Leitung der Ermittlungen im Eichmann-Prozess beteiligt gewesen war, stellten Çayan und Genossen die Forderung nach Freilassung sämtlicher politischer Gefangener innerhalb von drei Tagen.  Çayan ermordete die Geisel Ephraim Elrom mit drei Schüssen in den Kopf. Obwohl Oktay Etiman, Mitbegründer der THKP-C und für die Bewachung von Elrom zuständig, seinen Genossen von Elroms Rolle beim Eichmann-Prozess und von der Tatsache, dass Elrom Antifaschist war, berichtet hatte. Elrom habe, so die Erklärung, als israelischer Generalkonsul eine wichtige Rolle bei der Organisation der zionistischen Bewegung in der Türkei gespielt. Der Zionismus und Israel seien Instrumente des amerikanischen Imperialismus.
Im Juni desselben Jahres wurden Çayan und Hüseyin Cevahir gestellt. Sie verschanzten sich und nahmen die 14-jährige Sibel E. als Geisel. Nach 51 Stunden stürmte die Polizei das Appartement. Cevahir starb und Çayan wurde verwundet und später vor Gericht gestellt. Der Staatsanwalt forderte die Todesstrafe. Ende November konnte er gemeinsam mit Ulaş Bardakçı, Cihan Alptekin, Ziya Yılmaz und Ömer Ayna durch einen 15 m langen und selbst gegrabenen Tunnel fliehen.

## Bedeutung
Obwohl die Organisation mit dem Tode von Mahir Çayan praktisch aufhörte zu existieren, können die THKP-C und die Ideen von Mahir Çayan als Ausgangspunkt einer ganzen Reihe von Organisation wie der Revolutionäre Weg oder Revolutionäre Linke und heute der Revolutionären Volksbefreiungspartei-Front sowie der Marxistisch-Leninistischen Bewaffneten Propaganda Einheit (THKP-C/MLSPB) gesehen werden.

## Ideologie Çayans
Die Hauptthesen der Gesellschaftsanalyse Mahir Çayans lauten
- Die Türkei ist ein halbkoloniales Land. Der dort herrschende Kapitalismus ist abhängig und seiner Eigendynamik beraubt. Eine demokratische Revolution, wie sie die Arbeiterpartei der Türkei (TIP) stets forderte, tritt dadurch in den Hintergrund.
- Die Türkei steckt daher in einer permanenten wirtschaftlichen und sozialen Krise. Längerfristige Stabilität ist nicht erreichbar.
- Der bewaffnete Kampf unter Leitung und Führung einer proletarischen Partei soll die künstlich von Staat und Imperialismus aufrechterhaltene Balance erschüttern und so die Entstehung einer „revolutionären Situation“ herbeiführen.[6]

## Tod
Am 26. März 1972 entführte Mahir Çayan zusammen mit neun anderen Personen (Aktivisten der THKO und Dev-Genç sowie Zivilisten aus Fatsa) zwei britische und einen kanadischen Techniker einer Radarstation in Ünye am Schwarzen Meer. Damit beabsichtigten sie, Deniz Gezmiş, Hüseyin İnan und Yusuf Aslan freizupressen, die als Führer der THKO zum Tode verurteilt worden waren. Vier Tage später, am 30. März 1972, wurden Çayan und seine Freunde von einer Spezialeinheit aus dem Amt für besondere Kriegsführung (die oft mit dem tiefen Staat, in der Türkei in Verbindung gebracht wird) im Generalstab im Dorf Kızıldere (heute Ataköy) in der Provinz Tokat gestellt und bis auf Ertuğrul Kürkçü getötet. Zuvor hatten die Entführer die Geiseln nach einem gemeinsamen Beschluss ermordet.

## Bewaffnete Aktionen
- 12. Februar 1971, Beteiligung an einem Banküberfall in Ankara
- 15. März 1971, Beteiligung an einem Banküberfall in Istanbul
- 4. April 1971, Entführung der Unternehmer Mete Has und Talip Aksoy
- 17. Mai 1971, Entführung und Ermordung des israelischen Generalkonsuls in Istanbul, Ephraim Elrom
- 1. Juni 1971, bei einem Schusswechsel mit der Polizei wird Mahir Çayan verletzt und gefasst, kann aber später aus dem Militärgefängnis Istanbul fliehen
- 26. März 1972, Entführung von drei britischen Technikern der Militärbasis in Ünye
- 30. März 1972, Tod bei Schusswechsel mit einer Spezialeinheit der türkischen Armee

## Schriften
- Aren - Boran Oportünizminin Niteliği (Die Charakteristik von Arens Opportunismus)
- Revizyonizmin Keskin Kokusu-I (Der scharfe Gestank des Revisionismus – I)
- Revizyonizmin Keskin Kokusu-II (Der scharfe Gestank des Revisionismus – II)
- Sağ Sapma, Devrimci Pratik ve Teori (Rechte Abweichung, revolutionäre Praxis und Theorie)
- Yeni Oportünizmin Niteliği Üzerine (Über die Charakteristik des neuen Opportunismus)
- ASD'ye Açık Mektup (Offener Brief an die Zeitschrift Aydınlık Sosyalist Dergi)
- Yayın Politikamız (Unsere Publikationspolitik)
- Devrimde Sınıfların Mevzilenmesi (Die Aufstellung der Klassen bei der Revolution)
- Kesintisiz Devrim I (Die ununterbrochene Revolution I)
- Kesintisiz Devrim II-III (Die ununterbrochene Revolution II-III)